# Amata orphana
Amata orphana là một loài bướm đêm thuộc phân họ Arctiinae, họ Erebidae.